# Frères Van Bever
Les frères Adrien (né à Laeken le 10 juin 1837 et y décédé le 27 novembre 1895) et Salomon Van Bever (né en 1851 et décédé en 1916) sont des facteurs d’orgues belges de la fin du XIXe siècle et XXe siècle. Établis à Laeken (Bruxelles) ils construisirent et installèrent  de nombreuses orgues en Belgique et dans le nord de la France.

## Biographie
Fils de Jean-Baptiste van Bever (ébéniste).Adrien et son frère Pierre-Salomon étaient d'importants représentants belges du style de facture d'orgue franco-romantique. (après Aristide Cavaillé-Coll).  Adrien est un ancien élève d'Hippolyte Loret (1810-1879) dont il reprend les ateliers avant de s'installer avec son frère à Laeken (Bruxelles) en 1880. L'entreprise prend le nom de Van Bever Frères (ancienne maison H. Loret). Ils remportent plusieurs médailles et diplômes. Le compositeur belge Alphonse Mailly jouait de préférence sur les orgues Loret-Van Bever.
Adrien van Bever revient de Paris à Laeken, où il meurt le 27 novembre 1895. Salomon meurt également à Laeken vingt ans plus tard, en 1916.  De 1895 à 1916 les orgues étaient signées Salomon Van Bever.  

## Œuvres

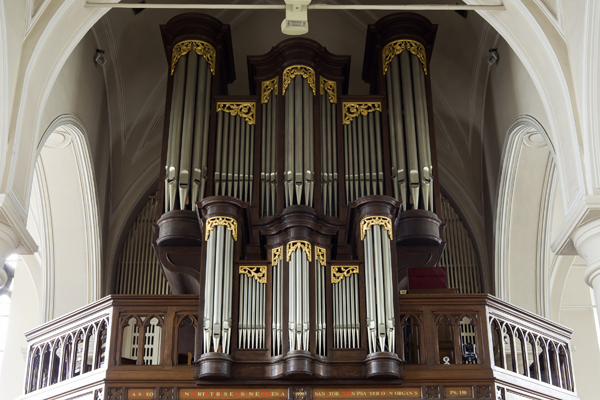
Les orgues de l'église de Waregem

- 1882 : Compiègne, église Saint-Antoine
- 1886 : Vignacourt, église Saint-Firmin
- 1888 : Beauval, église Saint-Nicolas
- 1895 : Rue, église Saint-Wulphy
- 1896 : Abbeville, chapelle Saint-Pierre et Saint-Paul
- 1900 : Amiens, église Saint-Rémi
- 1900 : Méru, église Saint-Lucien
- 1902 : Lille, église Saint-Sauveur (trois claviers et pédalier)[4]
- 1902 : Amiens, église Saint-Acheul (deux claviers et pedalier)
- 1904 : Bruges, église des Carmes[5]
- 1905 : La Ferté-Milon, église Saint-Nicolas
- 1905 : Waregem, église Saint-Amand-et-Saint-Blaise
- 1905 : La Ferté-Milon, église Saint-Nicolas
- 1907 : Laeken,
- 1910 : Bruxelles, église des Dominicains (trois claviers et pédalier)
- 1912 : La Ferté-Milon, église Notre-Dame
- 1914 : Courtrai, église des Carmes[6]
- 1916 : Laeken, église Saint-Lambert